# (3522) Becker
(3522) Becker est un astéroïde de la ceinture principale.

## Description
(3522) Becker est un astéroïde de la ceinture principale. Il fut découvert le 21 septembre 1941 à Turku par Yrjö Väisälä. Il présente une orbite caractérisée par un demi-grand axe de 3,18 UA, une excentricité de 0,29 et une inclinaison de 8,4° par rapport à l'écliptique.

## Compléments